# Théâtre romain de Carthago Nova
Le théâtre romain de Carthago Nova (aujourd'hui Carthagène) est un théâtre de l'époque romaine qui fut construit entre 5 et 1 av. J.-C. sous le règne de l'empereur Auguste dans la cité de Carthago Nova. Il avait la capacité d'accueillir jusqu'à 7 000 personnes et fut en usage continu jusqu'au IIIe siècle ap. J.-C. Cet édifice de spectacle est parmi les plus grands et les plus richement décorés de l'Hispanie romaine. Il fut mis au jour en 1988, lors de fouilles archéologiques, et rapidement restauré et mis en valeur dans le cadre du musée du théâtre romain de Carthagène. Le 21 janvier 1999, il est déclaré bien d'intérêt culturel dans la catégorie monument.

## Histoire

### Construction du théâtre et florissement urbain (à partir de5 av. J.-C.)

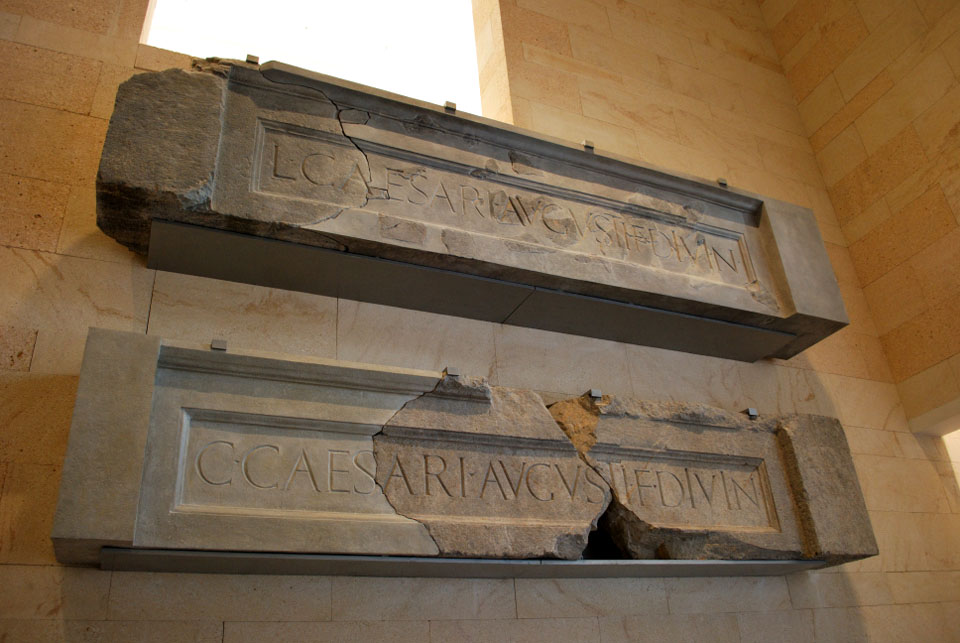
Inscriptions dédicatoires à Lucius et Caius César.

Le théâtre romain fut construit à l'époque d'Auguste. Cette construction participe d'un vaste programme d'urbanisation et de monumentalisation de la cité, récemment élevée au rang de colonie romaine en 44 av. J.-C. sous le nom de Colonia Vrbs Iulia Nova Carthago (C.V.I.N.C).
Ce programme, réalisé sous l'égide de l'empereur, comportait en outre une réfection de l'amphithéâtre préexistant ainsi que la construction d'un vaste forum.
Le théâtre fut consacré à Lucius et Caius César, les deux jeunes princes de la jeunesse et petits-enfants d'Octave Auguste, dont les noms figurent sur les deux grands linteaux de marbre gris situé sur les entrées est et ouest de l'édifice. C'est grâce à cette dédicace que l'on date la construction de l'édifice, entre 5 et 1 av. J.-C.
L'ensemble de l'édifice est construit par association de divers matériaux : 
- calcaires et marbres de Cabezo Gordo (près de Torre-Pacheco)
- grès issu de carrières locales
- colonnes réalisées en travertin rouge de la Mula

Toute l'ornementation sculptée du théâtre fut réalisée avec du marbre pentélique blanc issu de Grèce et probablement taillé dans les ateliers impériaux de la cité de Rome, pour être ensuite acheminée expressément à Carthago Nova pour la construction du théâtre.

### De l'édifice de spectacle à l'édifice économique (à partir duIIIesiècle)
La création de la nouvelle province romaine de Carthaginoise au IIIe siècle propulse Carthago Nova au rang de capitale de province. La cité connaît alors une forte croissance démographique et devient un lieu politique régional important. 
Le théâtre est alors profondément modifié pour servir de marché et d'espace commercial public. Les matériaux d'ornementation sont récupérés, déplacés, réemployés, ce qui explique que l'essentiel des fragments de l'édifice aient été découverts lors des fouilles, certes en position secondaire de réemploi, mais n'ayant pas été spolié pour réaliser un édifice d'un tout autre plan à un endroit différent de la ville. On estime qu'environ 60 % des matériaux d'origine de l'édifice sont ainsi conservés sur place. 
Après la destruction de la cité par les Vandales en 425, ce macellum monumental fut gravement endommagé et fut probablement abandonné.
Avec la reconquête de la région par l'empereur Justinien, la cité fut refondée sous le nom de Carthago Spartaria. Sur les ruines du théâtre fut de nouveau installé un quartier commercial au VIe siècle.

### L'ultime récupération de la zone: la cathédrale Sainte-Marie (XIIIesiècle)
Sur l'emplacement du théâtre s'établit au XIIIe siècle la cathédrale Sainte-Marie. Plusieurs murs de cet édifice contiennent d'ailleurs des matériaux issus des différentes phases d'occupation de la zone, depuis l'époque républicaine jusqu'à l'époque tardo-antique, dont certains sont attribuables au théâtre.

### Restauration et construction du musée (années 2000)

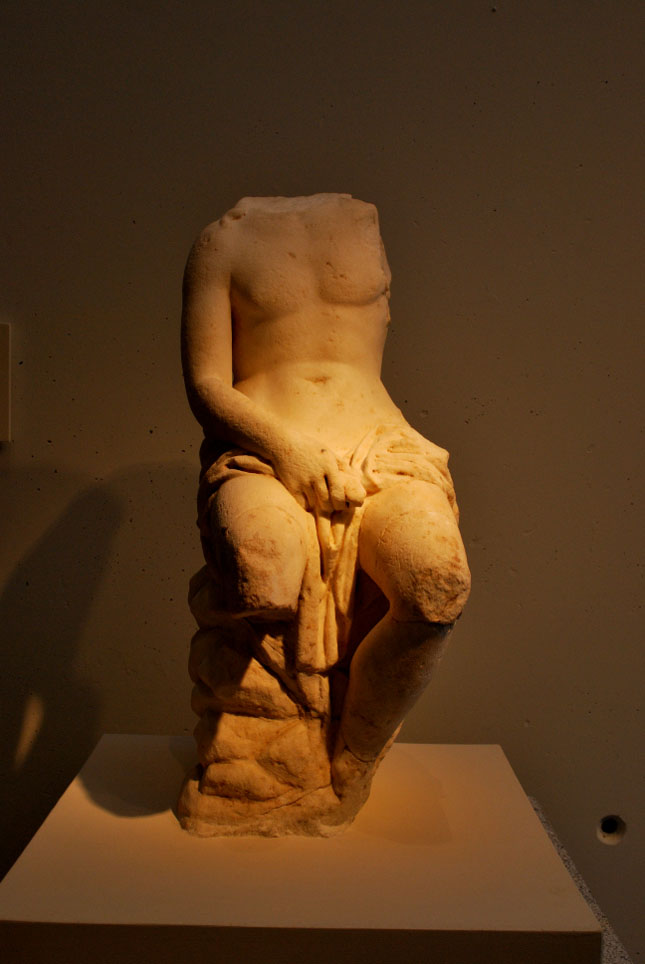
Sculpture d'un Apollon jouant de la lyre présentée au musée du théâtre romain de Carthagène.

Après sa découverte, le théâtre est resté à l'abandon. Depuis peu[Quand ?], un projet ambitieux de restauration a été entrepris. En effet, le théâtre a toutefois été maintenu en très bon état et jusqu'à 60 % des matériaux d'origine ont été redécouverts enterrés à proximité.
La restauration partielle du monument s'est terminée en 2008. 
Elle a été réalisée sous la direction technique de l'archéologue Sebastian Ramallo Asensio. Elle a été faite avec le souci de différencier clairement les matériaux originaux employés des compléments apportés pour combler les parties manquantes. La fin de la restauration du portique est prévue pour 2020.
En parallèle à la restauration du monument, le musée du théâtre romain conçu par l'architecte Rafael Moneo a été ajouté et inauguré le 11 juillet 2008.

## Architecture

### Description de l'édifice

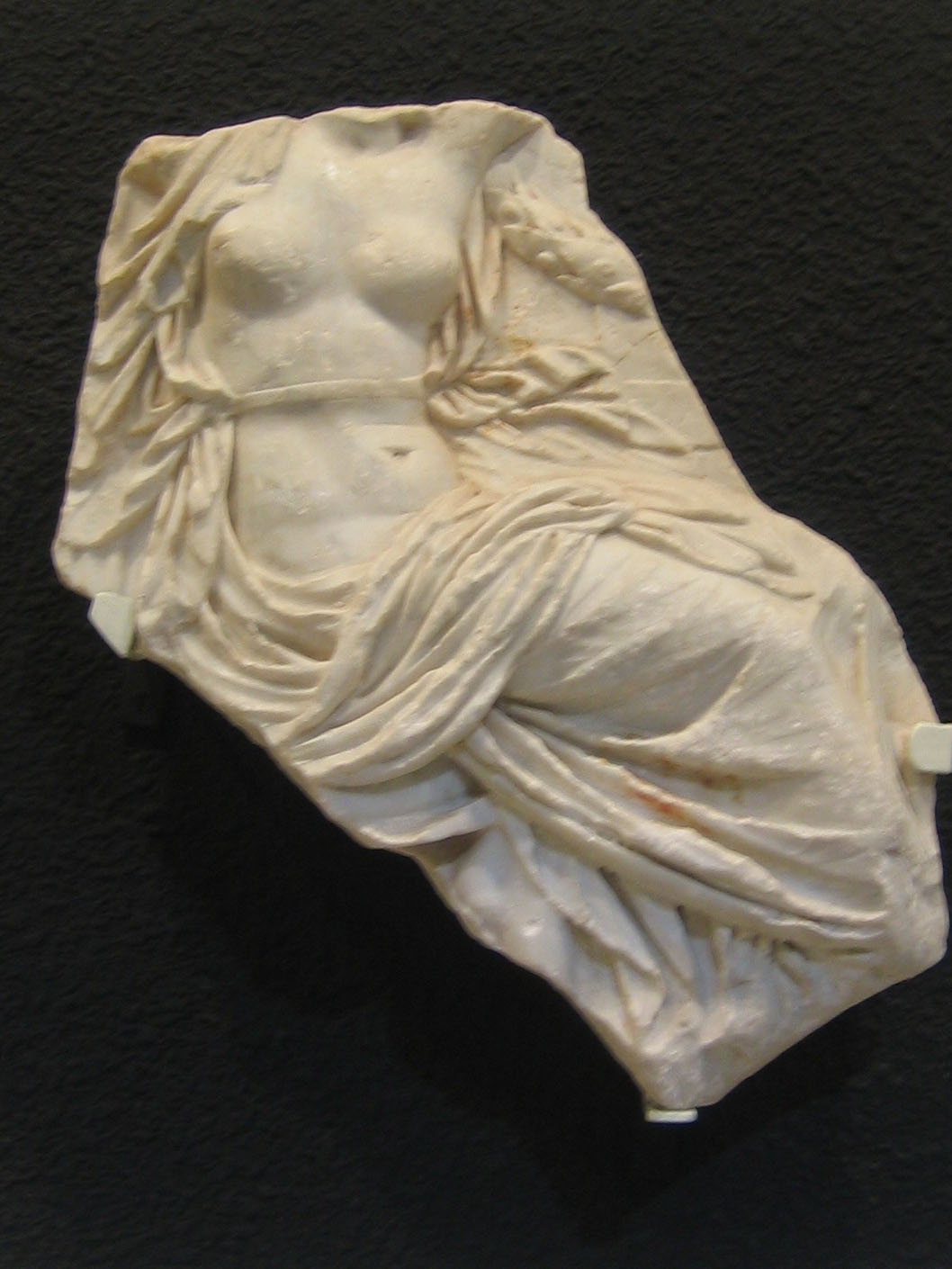
Bas-relief sculpté de Rhéa Silvia découvert dans le théâtre romain et conservé au musée du théâtre romain de Carthagène.

Le diamètre du théâtre est de 87,6 mètres, avec une capacité d'environ 7000 spectateurs, soit l'un des plus grands d'Hispanie romaine. 
Seuls les théâtres de Corduba avec un diamètre de 124,3 mètres, de Gadès avec 120 mètres, de Caesaraugusta avec 107 mètres et de Clunia avec 91 mètres, le dépassent en termes de dimensions. Contrairement à beaucoup de théâtres romains classiques, établis sur des substructions, le théâtre de Carthagène est adossé à la roche naturelle de la colline sur laquelle il s'appuie. Les parties inférieures et centrales de la cavea sont excavées dans la roche, tandis que les éléments latéraux sont eux appuyés sur des galeries voûtées réalisées en substructions.
En termes d'organisation générale, le théâtre respecte le canon vitruvien élaboré au Ier s. av. J.-C. :
- Un mur de scène (frons scaenae) avec trois portes et deux ou trois ordres de colonnes en hauteur.
- Une orchestra, en demi-cercle en face de la scène avec les places réservées aux notables, le rang de la proédrie.
- Une cavea en 3 gradins étagés (imma, media, summa cavea) selon le rang social des spectateurs.
- Un portique en haut de la cavea ; une cour portiquée derrière la scène.

## Éléments ornementaux

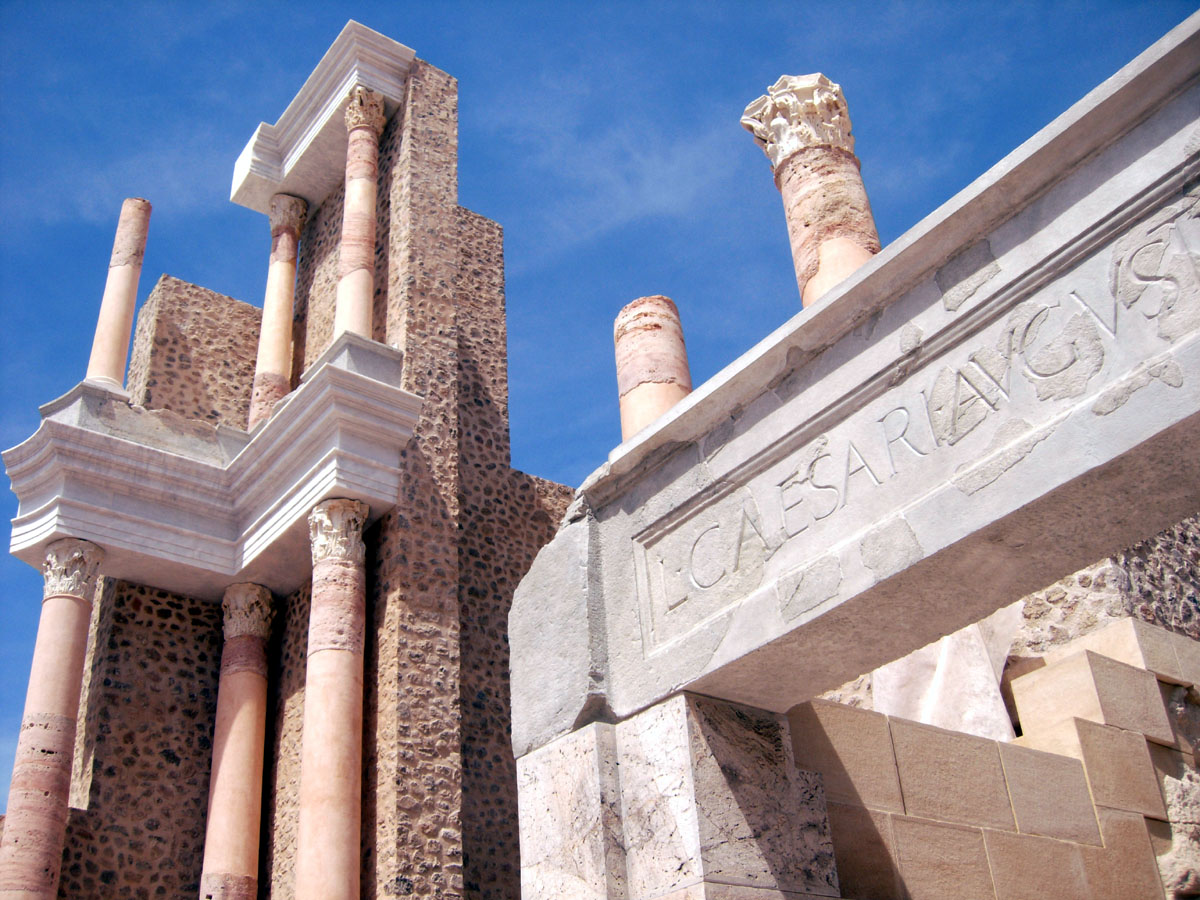
Détail de la scène (scaenae frons) avec l'inscription de dédicace à Lucius César sur le passage latéral, après restauration.

Le théâtre a été conçu avec une décoration ambitieuse : il semble que la plupart des œuvres aient été sculptées en marbre grec dans les ateliers impériaux à Rome.
Beaucoup de matériaux ont été conservés grâce à leur remploi comme matériel de construction dans l'édification du marché romain tardif du VIe siècle.
Parmi les œuvres découvertes, on peut citer:
- Trois autels circulaires dédiés à la triade capitoline (Jupiter, Junon et Minerve), et le cortège d'Apollon (les Grâces, les Muses et les Heures)
- Les chapiteaux corinthiens de l'avant-scène.
- Une sculpture d'Apollon jouant de la lyre.
- Un bas-relief sculpté de Rhéa Silvia, mère de Romulus et Rémus.

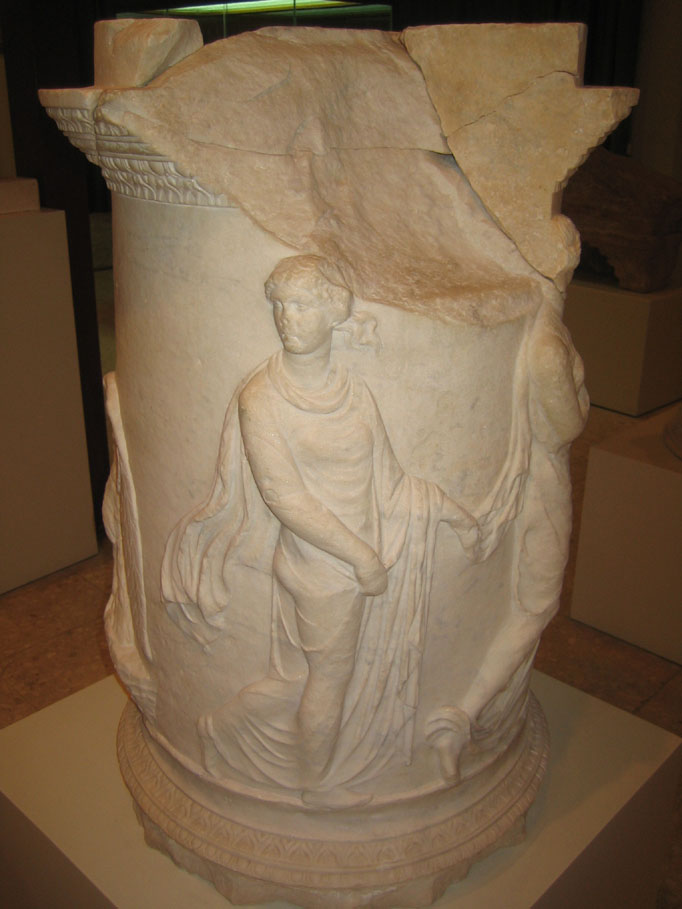
Autel de Jupiter
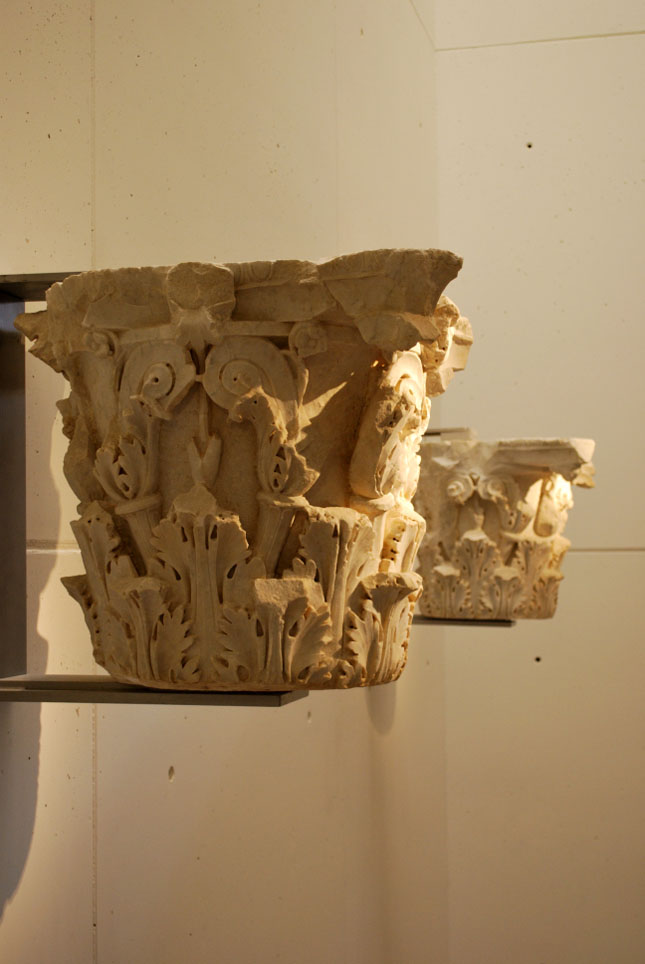
Chapiteau corinthien
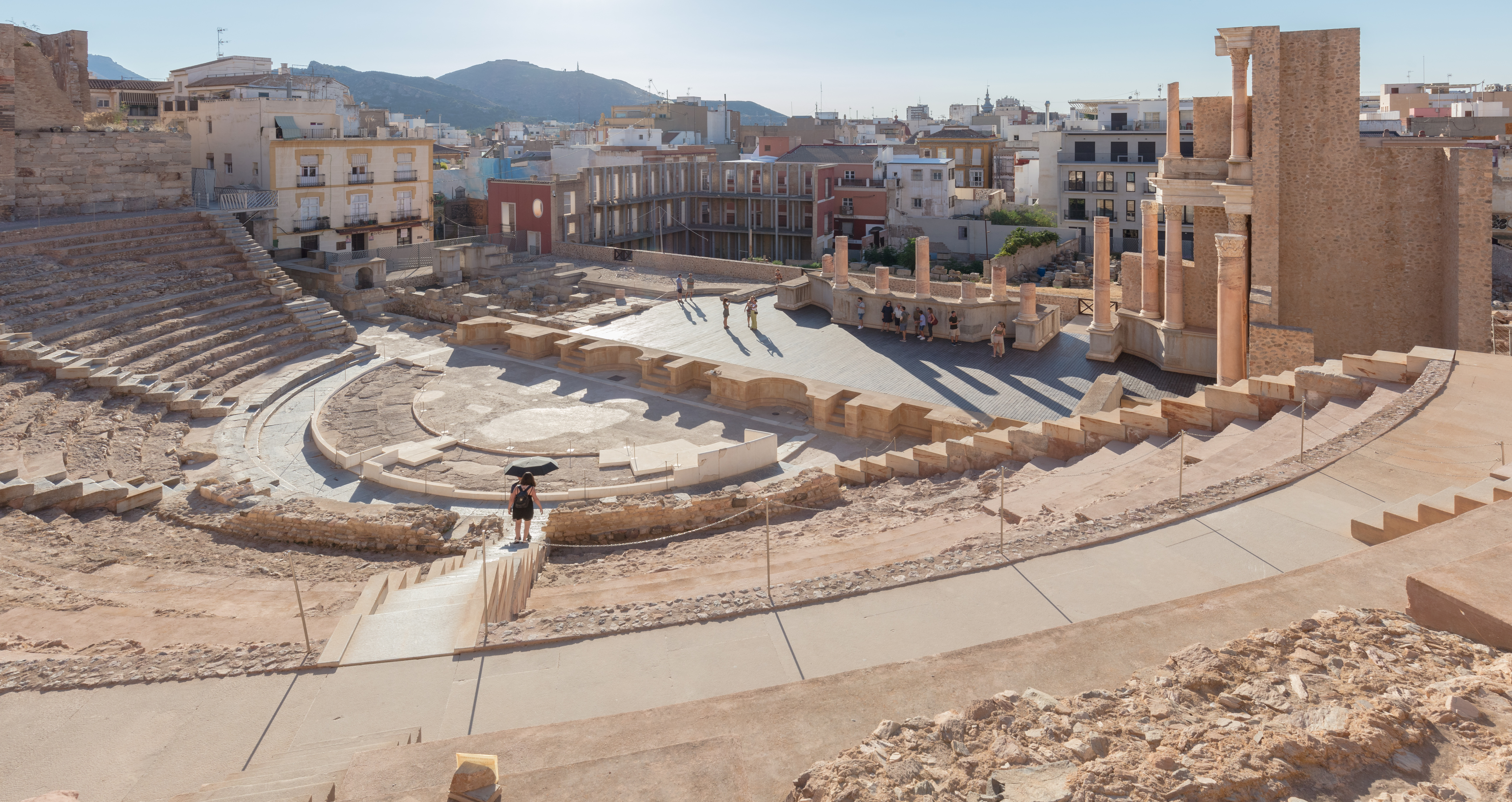
Vue d'ensemble du théâtre, depuis le haut de la cavea

## Annexe

#### Autres
- (es) Sebastián F. Ramallo Asensio, Pedro A. San Martín Moro et Elena Ruiz Valderas, Excavaciones arqueológicas en el teatro romano de cartagena, Campagne de 1994.
- (es) Sebastián F. Ramallo Asensio, Pedro A. San Martín Moro et Elena Ruiz Valderas, Excavaciones arqueológicas en el teatro romano de cartagena, Campagne de 1995.
- (es) Sebastián F. Ramallo Asensio, Pedro A. San Martín Moro et Elena Ruiz Valderas,  Memoria de los trabajos arqueológicos realizados en el teatro romano de cartagena, Campagne de 1996.
- (es) Sebastián F. Ramallo Asensio, Pedro A. San Martín Moro et Elena Ruiz Valderas, Informe sucinto de los resultados obtenidos en las excavaciones arqueológicas desarrolladas en el teatro de cartagena durante el año 1997.